# 维拉尔巴塞
维拉尔巴塞（義大利語：Villarbasse），是意大利都灵省的一个市镇。总面积10平方公里，人口3201人，人口密度320.1人/平方公里（2009年）。ISTAT代码为001302。

## 友好城市
- 法國希尼安